# Fukomys zechi
Fukomys zechi är en däggdjursart som först beskrevs av Paul Matschie 1900.  Fukomys zechi ingår i släktet Fukomys och familjen mullvadsgnagare. IUCN kategoriserar arten globalt som livskraftig. Inga underarter finns listade i Catalogue of Life.
Arten förekommer bara i Ghana. Den vistas i savanner, i trädgrupper och besöker odlingsmark. Individerna föredrar jordbruksmark där jams eller maniok odlas. De gräver underjordiska tunnelsystem och bildar där kolonier med cirka 7 medlemmar. Bara det dominanta paret fortplantar sig. Honan kan ha två kullar per år med en eller två ungar.
Denna gnagare har kort och mjuk päls på ovansidan som är kanelbrun till ljusbrun. Hos flera exemplar förekommer vita fläckar i ansiktet. Liksom hos andra mullvadsgnagare ligger spetsarna av de övre framtänderna på utsidan när munnen är stängd. Dessutom kännetecknas huvudet av långa morrhår och små ögon. Fukomys zechi saknar yttre öron. Arten har korta extremiteter och vid händer och fötter finns fem fingrar respektive tår. På svansen som bara är en kort stubbe förekommer styva hår. Arten når i genomsnitt en kroppslängd (huvud och bål) av 16,7 cm, en svanslängd av 1,5 cm och en vikt av 217 g. Den har cirka 2,7 cm långa bakfötter och saknar yttre öron.